# サムネイル (アルバム)
『サムネイル』（Thumbnail）は、AKB48の5thオリジナルアルバム。2017年1月25日にキングレコードから発売された。

## 背景とリリース
前作『0と1の間』から1年2か月ぶりのアルバムであり、オリジナルアルバムとしては2015年1月21日発売の『ここがロドスだ、ここで跳べ!』以来、2年ぶり5作目。本作の発売は2016年11月22日に発表された。収録内容は「唇にBe My Baby/365日の紙飛行機」以後にリリースされたシングル曲に加え、新録されたユニット曲などで構成されている。
本作では外部よりモーニング娘。'17、稲垣潤一をゲストアーティストに迎え、それぞれが指原莉乃、山本彩とコラボレーションした楽曲が収録されている。音楽配信サービスにおける同2曲の配信は2017年2月15日に開始された。
新録曲のうち9曲は、2017年1月21日・22日にTOKYO DOME CITY HALLで開催された『AKB48グループ リクエストアワーセットリストベスト100 2017』で初披露された。山本彩&稲垣潤一による「過ち」は2017年2月7日放送の『うたコン』（NHK総合）でテレビ初披露された。
指原とモーニング娘。'17による「サシニング娘。」の楽曲「Get you !」はモーニング娘。'17の63rdシングル『BRAND NEW MORNING/ジェラシー ジェラシー』（2017年3月8日発売）の初回生産限定盤SPにアディショナルトラックとして別バージョンで収録されている。山本彩&稲垣潤一による「過ち」は稲垣のアルバム『HARVEST』にも収録されている。
なお、既発シングルのうち『君はメロディー』『翼はいらない』『ハイテンション』のカップリング曲は、今作のいずれのタイプにも収録されていない。

## アートワーク
| Type A | 入山杏奈、岡田奈々、柏木由紀、北原里英、小嶋陽菜、指原莉乃、山本彩         |
| Type B | 加藤玲奈、兒玉遥、高橋朱里、松井珠理奈、宮脇咲良、横山由依、渡辺麻友       |
| 劇場盤 | 小栗有以、木﨑ゆりあ、小嶋真子、須田亜香里、中井りか、向井地美音、武藤十夢 |

「Type A」およびアーティスト写真のセンターは卒業を控える小嶋陽菜が務めている。

## チャート成績
初週60万9565枚を売り上げ、2017年2月6日付オリコン週間アルバムランキングで初登場1位を獲得。アルバム首位は通算7作目となり、自身が持つアルバム通算首位獲得数の女性グループ歴代1位記録を更新。また、アルバム作品の初週売上60万枚突破は通算6作目となり松任谷由実、浜崎あゆみと並び、女性アーティスト歴代1位タイ記録を打ち立てた。また、同年1月23日から29日集計のBillboard JAPAN Top Albums Salesにおいても初登場1位となり、全国推定売上枚数は初週累計67万4033枚を記録した。

## メディアでの使用
あの日の自分
ドキュメンタリー映画『存在する理由 DOCUMENTARY of AKB48』主題歌

## 収録トラック

### Type A
| 全作詞: 秋元康。 |                                                           |           |                    |                |      |
| #                | タイトル                                                  | 作詞      | 作曲               | 編曲           | 時間 |
| 1.               | 「唇にBe My Baby」                                        | 秋元康    | 小内喜文           | 佐々木裕       | 4:42 |
| 2.               | 「365日の紙飛行機」                                       | 秋元康    | 角野寿和、青葉紘季 | 清水哲平       | 4:43 |
| 3.               | 「君はメロディー」                                        | 秋元康    | you-me             | 野中“まさ”雄一 | 4:45 |
| 4.               | 「翼はいらない」                                          | 秋元康    | 若田部誠           | 若田部誠       | 4:35 |
| 5.               | 「LOVE TRIP」                                             | 秋元康    | 春行               | 佐々木裕       | 5:50 |
| 6.               | 「しあわせを分けなさい」                                  | 秋元康    | 箭内道彦           | 野中“まさ”雄一 | 4:54 |
| 7.               | 「光と影の日々」                                          | 秋元康    | 片桐周太郎         | 大塚郁         | 4:28 |
| 8.               | 「ハイテンション」                                        | 秋元康    | シライシ紗トリ     | 佐々木裕       | 3:47 |
| 9.               | 「あの日の自分」                                          | 秋元康    | カワノミチオ       | 野中“まさ”雄一 | 4:08 |
| 10.              | 「Get you !」(サシニング娘。(指原莉乃&モーニング娘。'17)) | 秋元康    | 板垣祐介           | 板垣祐介       | 3:45 |
| 11.              | 「誕生日TANGO」                                           | 秋元康    | 山本加津彦         | 山本加津彦     | 4:20 |
| 12.              | 「コイントス」(岡田奈々)                                  | 秋元康    | Alan de boo        | Alan de boo    | 3:40 |
| 13.              | 「ひび割れた鏡」                                          | 秋元康    | 三日市吉陽         | あらケン       | 4:30 |
| 14.              | 「過ち」(山本彩&稲垣潤一)                                 | 秋元康    | 櫻井純気           | 櫻井純気       | 4:50 |
| 合計時間:        | 合計時間:                                                 | 合計時間: | 合計時間:          | 63:05          |      |

| #  | タイトル                               | 作詞 | 作曲・編曲 |
| -- | -------------------------------------- | ---- | ---------- |
| 1. | 「AKB48 全国握手会ライブダイジェスト」 |      |            |

### Type B
| 全作詞: 秋元康。 |                          |           |                    |                 |      |
| #                | タイトル                 | 作詞      | 作曲               | 編曲            | 時間 |
| 1.               | 「唇にBe My Baby」       | 秋元康    | 小内喜文           | 佐々木裕        | 4:42 |
| 2.               | 「365日の紙飛行機」      | 秋元康    | 角野寿和、青葉紘季 | 清水哲平        | 4:43 |
| 3.               | 「君はメロディー」       | 秋元康    | you-me             | 野中“まさ”雄一  | 4:45 |
| 4.               | 「翼はいらない」         | 秋元康    | 若田部誠           | 若田部誠        | 4:35 |
| 5.               | 「LOVE TRIP」            | 秋元康    | 春行               | 佐々木裕        | 5:50 |
| 6.               | 「しあわせを分けなさい」 | 秋元康    | 箭内道彦           | 野中“まさ”雄一  | 4:54 |
| 7.               | 「光と影の日々」         | 秋元康    | 片桐周太郎         | 大塚郁          | 4:28 |
| 8.               | 「ハイテンション」       | 秋元康    | シライシ紗トリ     | 佐々木裕        | 3:47 |
| 9.               | 「あの日の自分」         | 秋元康    | カワノミチオ       | 野中“まさ”雄一  | 4:08 |
| 10.              | 「青くさいロック」       | 秋元康    | KEIT               | KEIT            | 3:54 |
| 11.              | 「ランナーズハイ」       | 秋元康    | 田垣内孝治         | APAZZI          | 3:50 |
| 12.              | 「だから君が好きなのか」 | 秋元康    | Akira Matsumoto    | Akira Matsumoto | 4:20 |
| 13.              | 「バケット」             | 秋元康    | 朴優尊             | 久下真音        | 4:23 |
| 合計時間:        | 合計時間:                | 合計時間: | 合計時間:          | 58:26           |      |

### 劇場盤
| 全作詞: 秋元康。 |                          |           |                    |                |      |
| #                | タイトル                 | 作詞      | 作曲               | 編曲           | 時間 |
| 1.               | 「唇にBe My Baby」       | 秋元康    | 小内喜文           | 佐々木裕       | 4:42 |
| 2.               | 「365日の紙飛行機」      | 秋元康    | 角野寿和、青葉紘季 | 清水哲平       | 4:43 |
| 3.               | 「君はメロディー」       | 秋元康    | you-me             | 野中“まさ”雄一 | 4:45 |
| 4.               | 「翼はいらない」         | 秋元康    | 若田部誠           | 若田部誠       | 4:35 |
| 5.               | 「LOVE TRIP」            | 秋元康    | 春行               | 佐々木裕       | 5:50 |
| 6.               | 「しあわせを分けなさい」 | 秋元康    | 箭内道彦           | 野中“まさ”雄一 | 4:54 |
| 7.               | 「光と影の日々」         | 秋元康    | 片桐周太郎         | 大塚郁         | 4:28 |
| 8.               | 「ハイテンション」       | 秋元康    | シライシ紗トリ     | 佐々木裕       | 3:47 |
| 9.               | 「あの日の自分」         | 秋元康    | カワノミチオ       | 野中“まさ”雄一 | 4:08 |
| 10.              | 「誰が私を泣かせた?」    | 秋元康    | 森脇正敏           | 佐々木裕       | 4:57 |
| 11.              | 「すべては途中経過」     | 秋元康    | 奥田もとい         | 奥田もとい     | 4:54 |
| 合計時間:        | 合計時間:                | 合計時間: | 合計時間:          | 51:43          |      |

## 選抜メンバー

### あの日の自分
- 入山杏奈、大島涼花、大和田南那、岡田奈々、柏木由紀、加藤玲奈、木﨑ゆりあ、小嶋陽菜、小嶋真子、込山榛香、島崎遥香[注 3]、高橋朱里、谷口めぐ、峯岸みなみ、宮崎美穂、向井地美音、武藤十夢、村山彩希、横山由依、渡辺麻友

### Get you!
サシニング娘。（センター：指原莉乃、佐藤優樹）
- 指原莉乃[注 4]、譜久村聖[注 5]、生田衣梨奈[注 5]、飯窪春菜[注 5]、石田亜佑美[注 5]、佐藤優樹[注 5]、工藤遥[注 5]、小田さくら[注 5]、尾形春水[注 5]、野中美希[注 5]、牧野真莉愛[注 5]、羽賀朱音[注 5]、加賀楓[注 5]、横山玲奈[注 5]

### 誕生日TANGO
（センター：小嶋陽菜）
- 入山杏奈、加藤玲奈、小嶋陽菜

### ひび割れた鏡
（センター：柏木由紀）
- 柏木由紀、込山榛香、高橋朱里、高柳明音[注 6]、横山由依

### 青くさいロック
（センター：兒玉遥）
- 大島涼花、木﨑ゆりあ、小嶋真子、兒玉遥[注 7]、惣田紗莉渚[注 6]、竹内彩姫[注 6]、朝長美桜[注 7]、中井りか[注 8]、松岡菜摘、矢倉楓子[注 9]、矢吹奈子[注 7]

### ランナーズハイ
（センター：小栗有以）
- 小栗有以、後藤楽々[注 6]、高倉萌香[注 8]、松岡はな[注 4]、山本彩加[注 9]

### だから君が好きなのか
（センター：須田亜香里）
- 荻野由佳[注 8]、小田えりな、須田亜香里[注 6]、須藤凜々花[注 9]、田野優花

### バケット
（センター：渡辺麻友）
- 渡辺麻友、松井珠理奈[注 6]、宮脇咲良[注 7]

### 誰が私を泣かせた?
（センター：向井地美音）
- 大場美奈[注 6]、沖田彩華[注 9]、加藤美南[注 8]、川本紗矢、北川綾巴[注 10]、熊崎晴香[注 6]、渋谷凪咲[注 11]、向井地美音、森保まどか[注 4]

### すべては途中経過
（センター：武藤十夢）
- 北原里英[注 8]、白間美瑠[注 11]、古畑奈和[注 6]、峯岸みなみ、武藤十夢

### 既発曲
唇にBe My Baby
- 入山杏奈、柏木由紀、加藤玲奈、木﨑ゆりあ、北原里英、小嶋陽菜、指原莉乃、島崎遥香、高橋みなみ、松井珠理奈、峯岸みなみ、宮澤佐江、宮脇咲良、山本彩、横山由依、渡辺麻友

365日の紙飛行機
- 入山杏奈、柏木由紀、加藤玲奈、木﨑ゆりあ、北原里英、小嶋陽菜、兒玉遥、指原莉乃、島崎遥香、高橋みなみ、松井珠理奈、宮脇咲良、山本彩、横山由依、渡辺麻友、渡辺美優紀

君はメロディー
- 板野友美、入山杏奈、大島優子、柏木由紀、加藤玲奈、木﨑ゆりあ、北原里英、小嶋陽菜、指原莉乃、篠田麻里子、島崎遥香、高橋みなみ、前田敦子、松井珠理奈、峯岸みなみ、宮澤佐江、宮脇咲良、向井地美音、山本彩、横山由依、渡辺麻友

翼はいらない
- 入山杏奈、大島涼花、大家志津香、岡田奈々、柏木由紀、加藤美南、加藤玲奈、川本紗矢、木﨑ゆりあ、北川綾巴、北原里英、小嶋陽菜、小嶋真子、兒玉遥、後藤楽々、指原莉乃、島崎遥香、白間美瑠、須藤凜々花、高倉萌香、高橋朱里、樋渡結依、松井珠理奈、峯岸みなみ、宮崎美穂、宮脇咲良、向井地美音、武藤十夢、山田菜々美、山本彩、横山由依、渡辺麻友

LOVE TRIP
- 岡田奈々、柏木由紀、北原里英、小嶋陽菜、兒玉遥、指原莉乃、島崎遥香、須田亜香里、高橋朱里、松井珠理奈、宮脇咲良、向井地美音、武藤十夢、山本彩、横山由依、渡辺麻友

しあわせを分けなさい
- 岡田奈々、柏木由紀、北原里英、小嶋陽菜、兒玉遥、指原莉乃、島崎遥香、須田亜香里、高橋朱里、松井珠理奈、宮脇咲良、向井地美音、武藤十夢、山本彩、横山由依、渡辺麻友

光と影の日々
- 入山杏奈、柏木由紀、加藤美南、北川綾巴、北原里英、兒玉遥、指原莉乃、白間美瑠、高倉萌香、高柳明音、松井珠理奈、宮脇咲良、矢倉楓子、山本彩、横山由依、渡辺麻友

ハイテンション
- 入山杏奈、岡田奈々、小栗有以、柏木由紀、加藤玲奈、川本紗矢、木﨑ゆりあ、小嶋陽菜、小嶋真子、兒玉遥、込山榛香、指原莉乃、島崎遥香、高橋朱里、中井りか、松井珠理奈、松岡はな、宮脇咲良、向井地美音、山本彩、横山由依、渡辺麻友

## 「サムネイル」公演
2016年に開催された『AKB48 45thシングル 選抜総選挙』においてAKB48がグループ「第一党」となり、「『最多議席数を獲得したグループ』特典」のひとつである「80位以内に入った最多議席数のグループメンバーによる新公演」として、AKB48メンバーへの「ご褒美」という位置付けで、2017年5月12日より実施されている劇場公演である。当初の初日公演の日程は2016年10月30日としていた。公演の曲目は、本作『サムネイル』に収録された楽曲を中心に構成される。
2020年6月7日より、AKB48 Team SH 1st公演「缩略图」として上演をスタート。当初は配信のみで行われていた。
2022年4月19日より、倉野尾チーム4の通常公演として上演をスタートした。

### 公演内容
曲目
本編
1. overture
（作曲・編曲：尾澤拓実、歌：TAZ）
2. Get you !
3. 青くさいロック
4. ランナーズハイ
5. 唇にBe My Baby
6. コイントス
7. すべては途中経過
8. 過ち
9. ひび割れた鏡
10. バケット[注 12]
11. 誰が私を泣かせた?
12. だから君が好きなのか
13. LOVE TRIP
14. あの日の自分

アンコール
1. 誕生日TANGO
2. 君はメロディー
3. 願いごとの持ち腐れ
（作詞：秋元康、作曲：内山栞、編曲：若田部誠）

公演期間
2017年5月12日 - 2019年6月20日
出演メンバー
入山杏奈・佐々木優佳里・横山由依・峯岸みなみ・向井地美音・武藤十夢・茂木忍・柏木由紀・加藤玲奈・岩立沙穂・岡田奈々・川本紗矢・小嶋真子・込山榛香・高橋朱里・倉野尾成美
初日公演には、45thシングル選抜総選挙において上位にランクインした渡辺麻友を除くAKB48メンバーが出演した。

ユニット曲担当
- コイントス
  - 柏木

- すべては途中経過
  - 高橋・小嶋・加藤・川本・佐々木

- 過ち
  - 横山・岡田

- ひび割れた鏡
  - 武藤・峯岸・倉野尾・茂木・岩立

- バケット
  - 向井地・入山・込山

### AKB48 Team SH 1st公演「缩略图」
公演期間
2020年6月7日 -

### 倉野尾チーム4「サムネイル」公演
公演期間
2022年4月19日 - 2023年10月3日
出演メンバー（初日公演）
倉野尾成美・黒須遥香・下尾みう・多田京加・谷口めぐ・村山彩希・吉川七瀬・吉田華恋
ユニット曲担当
- コイントス
  - 村山

- すべては途中経過
  - 黒須・下尾・多田・吉川・吉田

- 過ち
  - 倉野尾・谷口

- ひび割れた鏡
  - 黒須・下尾・多田・村山・吉田

- バケット
  - 倉野尾・谷口・吉川